# Pimpla stricklandi
Pimpla stricklandi là một loài tò vò trong họ Ichneumonidae.